# Kanthaka

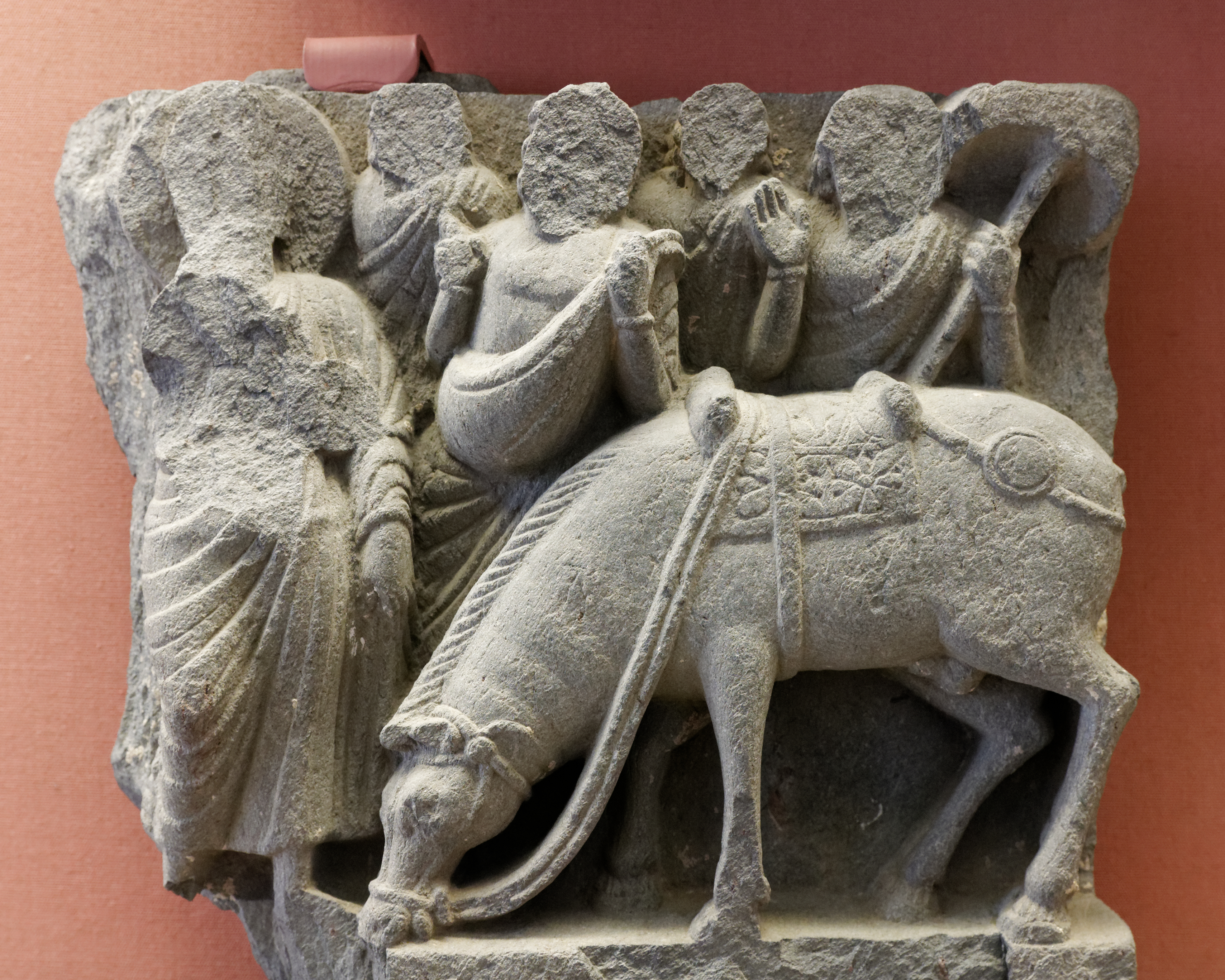
Siddhartha despidiéndose de Kanthaka, Gandhara, Museo Británico

Relieve de Chanda y Kanthaka en la India británica, 1897.

Según la leyenda budista, Kanthaka (en Pali y Sánscrito) (siglo VI a. C., en Kapilavastu y Tilaurakot, Nepal) era un caballo blanco de dieciocho codos de largo, real acompañante del príncipe Siddhartha, quien más tarde se convertiría en Buddha. Kanthaka acompañaba a Siddhartha en casi todos los acontecimientos importantes que se describen en los textos budistas antes de que iniciara su renunciación (entiéndase renunciación como la renunciación a cosas perjudiciales). Tras la partida de Siddhartha la leyenda cuenta que Kanthaka quedó con el corazón roto y murió de tristeza.
En la corte del rey Śuddhodana, Kanthaka era el caballo más diestro y talentoso, y el favorito del príncipe heredero Siddhartha, ya que cada vez que necesitaba salir del palacio, Siddhartha iba acompañado por su leal compañero blanco. Siddhartha había sido prodigado y mimado en una serie de palacios especialmente construidos por su padre, con el fin de protegerlo de cualquier pensamiento de dolor y sentimientos de frustración a raíz de su honda empatía por la miseria y sufrimiento ajeno. Śuddhodana hizo esto debido a una profecía del asceta Asita, quien predijo que Siddhartha renunciaría al trono para convertirse en Buddha si llegara a contemplar los sufrimientos de la vida terrenal. Kanthaka se da a conocer por vez primera vez en relación con los acontecimientos que llevaron a Siddhartha a casarse con Yasodhara, otra princesa Sakya. Según las costumbres del clan kshatriya de los Sakya, un príncipe debe demostrar su valía en habilidades relacionadas con la casta guerrera, como montar a caballo, tiro con arco ecuestre y esgrima, y derrotar a otros miembros de la realeza en tales concursos. Montado en Kanthaka, Siddhartha derrotó a su primo Devadatta en tiro con arco, a otro primo suyo llamado Anuruddha en una competición de equitación y luego a su medio hermano Nanda en esgrima.
Después del casamiento de Siddhartha, Kanthaka era el caballo que tiraba del carro cuando su auriga Channa, el principal real sirviente, acompañó a Siddhartha por los alrededores de Kapilavastu para presenciar las Cuatro Visiones mientras se encontraba con sus súbditos, detonante que hizo que tomase la decisión de renunciar a todo lo perjudicial de la vida terrenal. Durante estas expediciones, a lomos de Kanthaka, Channa le explicó a Siddhartha las visiones que presenciaron, las de un anciano, un enfermo, un muerto (cuyo funeral se estaba realizando en presencia de Channa y Siddhartha) y, finalmente, un asceta que había renunciado a la vida mundana por una vida consagrada al desarrollo espiritual. Tales visiones hicieron hondo impacto en Siddhartha, ya que casi siempre había estado aislado y recluido en su palacio, rodeado por amplios y bellos jardines, ajeno por completo a los infortunios y desgracias de la vida.
Posteriormente Kanthaka fue el caballo con el que Siddhartha partió de palacio mientras el resto de los guardias del palacio dormían. Después de que su sirviente protestase y se negara a dejar sólo a Siddhartha, Channa ensilló a Kanthaka  y se dirigió con él hacia las afueras de la ciudad hasta un bosque a la orilla del río Anoma. Según los textos, Kanthaka pudo cruzar el río de un salto. Montando a Kanthaka, al regreso de Channa a palacio, devolvió los accesorios, armas y el cabello de Siddhartha a Suddhodarnha, después de que Siddhartha le instara a regresar después de que Channa se negara a abandonarlo.
Según algunos textos budistas, Kanthaka renació como brahmán y estuvo presente en muchos de los discursos de Buddha y consiguió la iluminación. La muerte se describe de diversas formas, ya sea en las orillas del Anoma o al regresar a Kapilavastu.
La descripción de Kanthaka también puede encontrarse ampliamente en el arte budista, como en las tallas de las estupas. La representación de Siddhartha marchando de Kapilavastu a lomos de Kanthaka, y que se encuentra en la estupa principal de Amarāvatī, es la representación más antigua que existe actualmente. Estas representaciones también se exhiben en museos de Londres y Calcuta.